# 柴田風香
柴田 風香（しばた ふうか）は愛知県豊橋市出身のフロアボール選手。日本の女子A代表選手である。

## 経歴

### ネオホッケー
5歳からネオホッケーを始める。小学4年生から中学3年生まで青少年サマースクールに参加する。日本男女ネオホッケー選手権に中学1年生から参加し、2018年には3連覇を達成する。
| 年度 | 結果   | 備考  |
| ---- | ------ | ----- |
| 2012 | 3位    |       |
| 2013 | 準優勝 |       |
| 2014 | 敗退   |       |
| 2015 | 3位    |       |
| 2016 | 優勝   |       |
| 2017 | 優勝   | 2連覇 |
| 2018 | 優勝   | 3連覇 |
| 2019 | 敗退   |       |

### フロアボール
高校2年生からフロアボールを始める。
2016年
カナダで開催されたU19 World Floorball Capに出場する。
2018年
シンガポールで開催されたAsia Oceania Floorball Capに出場する。
2019年
WFC（蕨フロアボールクラブ）に所属。
ワーキングホリデーでノルウェーに移住し、SF Greiに移籍。トップリーグと2部リーグに出場する。
- Björnslaget 2019優勝
- Regionscup 優勝
- 2019トップリーグ 準優勝
- 2部リーグ ポイントランキング 3位